# Brendan Cole (Leichtathlet)

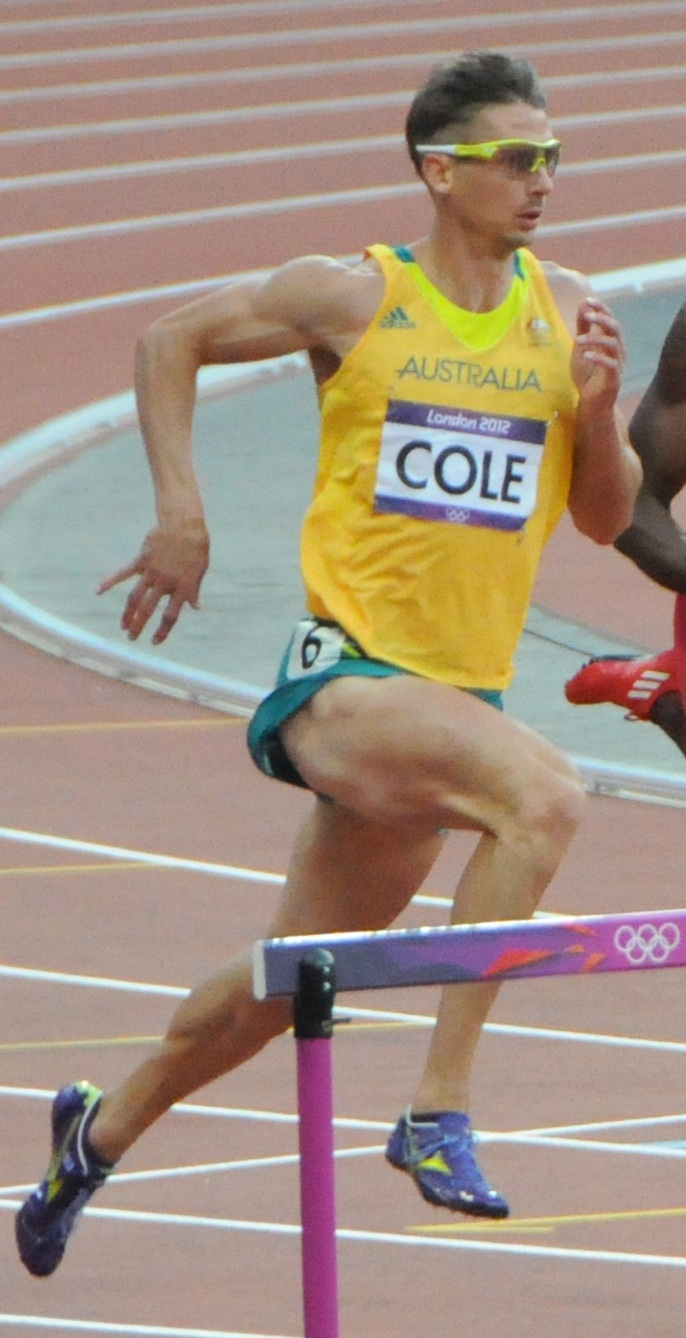
Brendan Cole (2012)

Brendan Cole (* 29. Mai 1981 in Mackay) ist ein australischer Hürdenläufer, der sich auf die 400-Meter-Distanz spezialisiert hat. Wegen seiner Sprintstärke wird er auch in der 4-mal-400-Meter-Staffel eingesetzt.
Bei den Commonwealth Games 2006 in Melbourne wurde er Fünfter über 400 m Hürden. 2009 schied er bei den Leichtathletik-Weltmeisterschaften in Berlin im Halbfinale aus.
2010 wurde er bei den Commonwealth Games in Neu-Delhi Sechster und siegte mit der australischen 4-mal-400-Meter-Stafette. Bei den Olympischen Spielen 2012 in London erreichte er über 400 m Hürden das Halbfinale und schied mit der 4-mal-400-Meter-Stafette im Vorlauf aus.
2006, 2010 und 2011 wurde er Australischer Meister.

## Bestzeiten
- 200 m: 20,94 s, 17. Februar 2007, Sydney
- 400 m: 47,44 s, 16. Dezember 2011, Canberra
- 400 m Hürden: 49,24 s, 3. August 2012, London